# Собачий картинг

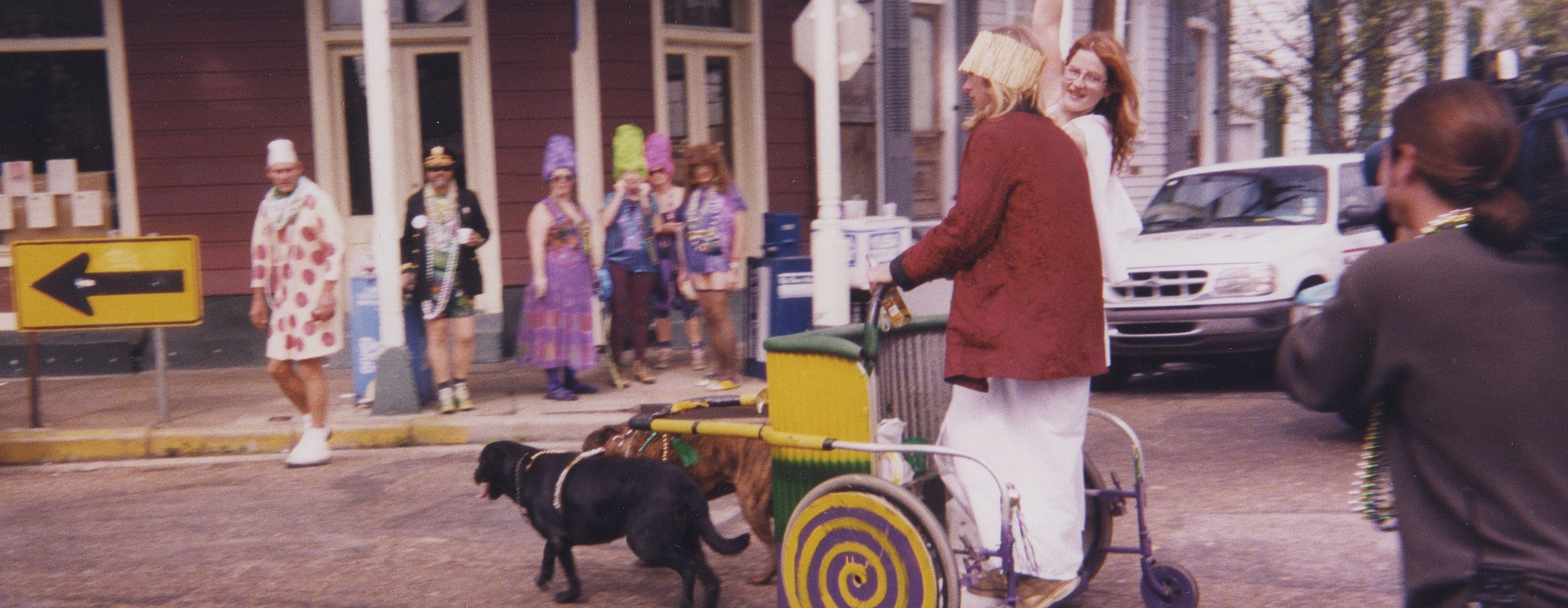
Візок для собак під час Марді Гра в Новому Орлеані

Картинг — собачий вид спорту або діяльність, у якій собака (зазвичай великої породи) тягне собачий візок, наповнений товарами, наприклад сільськогосподарськими товарами, туристичним спорядженням, продуктами чи дровами, але іноді тягне за собою людей. Картинг як вид спорту також відомий як мушинг, і практикується в усьому світі, часто для підтримки зимових їздових собак у формі змагань у міжсезоння (Зауважте, що термін «собачий візок» в основному використовується для позначення певного типу легких гужових транспортних засобів).

## Водіння гойдалки

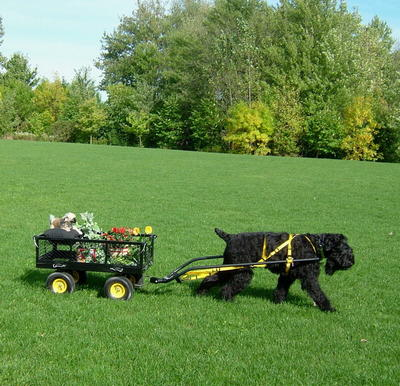
Картинг російського чорного тер'єра

Різновидом картингу є водіння гойдалки, коли собака або собаки тягнуть двоколісний візок (гойдалку), на якому їде людина. Цей вид спорту пропонує можливості для вправ і дисципліни для енергійних порід. Багато робочих порід щасливіші, коли їм доручають роботу чи завдання, а водіння на візку/насуплене водіння може бути корисним хобі як для собаки, так і для господаря.
Шлейка розроблена таким чином, щоб майже не давити на спину собаки, враховуючи її чутливий хребет. Широко використовуваною моделлю є дорсальна шлейка, яка передбачає лише один вал шлейки, що має негативну вагу на шлейку собаки. Спинна шлейка також дозволяє собаці легше йти, маючи вільний діапазон рухів, на відміну від обмежувальних валів з обох боків. Це часто спрощує початкове навчання, оскільки вали не заважають собаці рухатися.

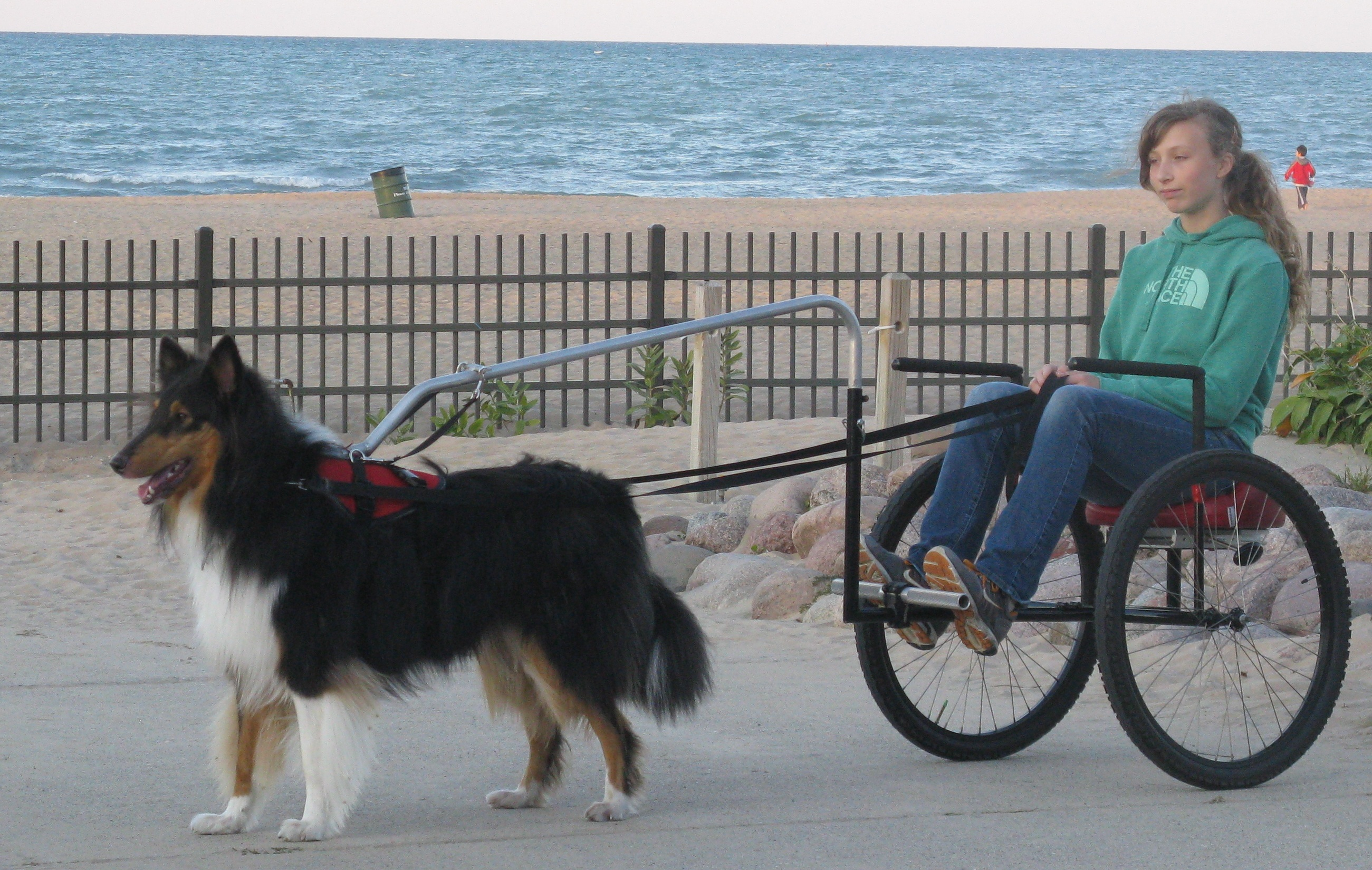
Молодий хендлер веде свого колі.

Собаки вагою від 15 кг і вище здатні комфортно тягнути дорослого і візка. Загальне правило полягає в тому, що загальне навантаження (візок і погонич) не повинно перевищувати трикратну вагу собаки, що тягне. Якщо, наприклад, гойдалка і водій разом важать 150 кг, то вага собаки, що тягне, повинна бути не менше 50 кг. Можна використовувати собак меншого розміру, якщо візок має таку конструкцію, яка може витримати тягу кількох собак, а сумарна вага собак, що тягнуть, становить щонайменше третину вантажу, який тягнуть.